# Критичний рівень
Критичний рівень — фантастичний фільм 2003 року.

## Сюжет
Космічний шаттл «Оклахома» доставив на Землю разом з командою непомітних, але вкрай небезпечних «гостей». Один з астронавтів, ремонтуючи телескоп, уколовся об уламок метеорита, і, нічого не підозрюючи привіз на планету генетичні «насінини» Неземної форми життя.